# Очковая змея
Очковая змея, или индийская кобра (лат. Naja naja) — вид ядовитых змей из рода Настоящие кобры семейства аспидов.
Длиной кобра бывает от 1,5 до 2 метров; очень пёстро разрисована — основной цвет её огненно-жёлтый, отчасти с голубым отблеском; на голове явственно заметен рисунок, имеющий некоторое сходство с очками. В своих движениях кобра очень медленна и довольно неуклюжа, хотя при случае может проворно плавать и лазать по деревьям.
Обитает индийская кобра на довольно больших территориях от Средней Азии, Индии и Южного Китая до островов Малайского архипелага и Филиппин. Её можно встретить в густых джунглях и на рисовых полях, в городских парках и даже на приусадебных участках. Питается пресмыкающимися, мышами и крысами. Индийская кобра не высиживает яйца так, как это делает королевская кобра, но находится поблизости от гнезда и охраняет его от естественных врагов. Детёныши, едва освободившись от скорлупы, уже ядовиты и могут защищаться. Яд индийской кобры содержит вещества, повреждающие нервную систему. Один грамм высушенного яда кобры может убить 140 собак средней величины.
Применяются индийскими заклинателями змей в своих представлениях с «танцами кобр» — заклинатель движением дудочки выманивает змею из сосуда, мешка или корзины и та начинает «танцевать» под издаваемую музыку. На самом деле музыка ни при чём — змея лишь следует за движениями дудочки, повторяя их, из-за чего создаётся иллюзия танца.